# IKAS
 Ikke at forveksle med Ikast.
IKAS (Institut for Kvalitet og Akkreditering i Sundhedsvæsenet, grundlagt 2005) planlægger og udvikler Den Danske Kvalitetsmodel, DDKM. DDKM er et nationalt og tværgående kvalitetsudviklingssystem for sundhedsvæsenet, som bygger på den metode, som hedder akkreditering. IKAS er ledet af en bestyrelse, der består af repræsentanter for staten og Danske Regioner. IKAS har cirka 30 ansatte, hvoraf de fleste har sundhedsfaglig baggrund.